# Caresanablot
Caresanablot é uma comuna italiana da região do Piemonte, província de Vercelli, com cerca de 988 habitantes. Estende-se por uma área de 11 km², tendo uma densidade populacional de 90 hab/km². Faz fronteira com Olcenengo, Oldenico, Quinto Vercellese, Vercelli, Villata.

## Demografia
| Variação demográfica do município entre 1861 e 2011                               |
|                                                                                   |
| Fonte: Istituto Nazionale di Statistica (ISTAT) - Elaboração gráfica da Wikipedia |